# Maison de Finwë
La Maison de Finwë est dans le légendaire de l'écrivain britannique J. R. R. Tolkien la maison royale du peuple elfique des Noldor. La maison a été fondée par Finwë, le premier Grand Roi des Noldor, qui durant les Années des Arbres guida son peuple sur la Terre du Milieu pendant la Grande Marche des Elfes vers l'Ouest, jusqu'à Aman où les Valar avaient convoqué les Elfes. Presque tous les princes des Noldor naquirent à Aman, pendant les Années des Arbres, sous la bénédiction des Valar.

## Les enfants de Finwë
La première épouse de Finwë est Míriel Serindë (« la Tisseuse »), qui lui donne un fils, Fëanor (« Esprit de feu »), appelé par son père Curufinwë (« Finwë habile »). Toutefois, l'enfantement de Fëanor épuise Míriel, et Manwë la confie aux soins d'Irmo, le Vala des songes ; elle meurt dans les jardins de Lórien, et son âme, comme celle de tous les Elfes, se rend aux cavernes de Mandos.
Ce cas inédit, « premier présage de l'Ombre qui devait s'abattre sur le Valinor » pose un problème aux Valar : doivent-ils autoriser Finwë à se remarier ? Un long débat s'ensuit, au terme duquel Mandos décrète que lorsqu'un elfe marié meurt, son union est considérée comme dissoute à jamais s'il refuse de revenir à la vie, ou si Mandos le lui interdit, auquel cas son conjoint encore en vie est libre de se remarier après un délai de douze années. Míriel refuse de reprendre corps, arguant que toute son énergie est passée dans son fils.
Quinze ans après la mort de Míriel, Finwë épouse Indis, une parente du roi Ingwë des Vanyar, qui lui donne deux fils : Fingolfin et Finarfin, le dernier héritant des cheveux blonds de sa mère, à la différence de Fëanor et Fingolfin qui présentent les cheveux noirs caractéristiques des Noldor.
Fëanor ne s'entend guère avec sa belle-mère et ses demi-frères, et préfère s'éloigner de sa famille. Il voyage en Aman et apprend l'art de la forge du Noldo Mahtan, qui le tient lui-même du Vala Aulë, particulièrement proche des Noldor. Fëanor est considéré comme le plus habile et le plus beau de tous les elfes, et ses œuvres sont d'un grand renom. Sa plus grande œuvre sont les Silmarilli : les Trois Joyaux préservant la lumière des Deux Arbres, prisés des Valar eux-mêmes.
Tolkien mentionne également des filles de Finwë et Indis, qui n'apparaissent pas dans Le Silmarillion publié par Christopher Tolkien. Dans les textes associés à la révision de la Quenta Silmarillion des années 1950, et notamment l'essai Laws and Customs Among the Eldar, ils ont trois filles : Findis, l'aînée, suivie de Faniel ou Finvain (cadette de Fingolfin) et Írimë ou Faniel (cadette de Finarfin). L'essai philologique plus tardif The Shibboleth of Fëanor ne mentionne plus que deux filles : Findis et Írimë.

## Les fils de Fëanor
Fëanor épouse la fille de Mahtan, Nerdanel, qui lui donne sept enfants, record inégalé chez les Eldar :
- Maedhros, l'aîné, au caractère le plus calme ;
- Maglor, dont la voix et le chant étaient renommés même chez les Teleri ;
- Celegorm, qui préférait la compagnie du Vala Oromë le Chasseur, et à qui ce dernier offrit le chien Huan ;
- Caranthir, appelé le Sombre ;
- Curufin, très attaché à Celegorm, et dont le caractère était semblable à celui de son père (Curufin est une forme courte de Curufinwë, le nom paternel de Fëanor) ;
- et les jumeaux Amrod et Amras.

Fëanor devient Haut Roi des Noldor à la mort de son père (Finwë décidant de ne pas quitter les cavernes de Mandos pour permettre à Míriel, qui le désire, de le faire). Après sa mort, Maedhros devrait hériter du titre, mais il abandonne le pouvoir à son oncle Fingolfin.
À la mort de Fëanor, celui-ci reste à Mandos et il ne lui est pas permis d'en sortir.[réf. souhaitée] De Nerdanel, on sait seulement qu'elle n'accompagne pas Fëanor en exil en Terre du Milieu, et que depuis ce temps ils se sont séparés. Six des fils de Fëanor meurent au cours du Premier Âge : Celegorm, Curufin et Caranthir lors de la chute de Doriath, Amrod et Amras lors du troisième Massacre Fratricide, et Maedhros se suicide. Le sort de Maglor est inconnu.

## Les enfants de Fingolfin
L'épouse de Fingolfin est nommée Anairë. Ils ont trois enfants :
- Fingon, surnommé le Courageux, ami de Maedhros et de caractère semblable à son père ;
- Turgon, surnommé ensuite le Sage, très proche des enfants de Finarfin ;
- et Aredhel, surnommée Ar-Feiniel, la Blanche Dame des Noldor, aux cheveux sombres et au teint très clair, très proche également des fils de Fëanor.

Fingolfin devient Haut Roi des Noldor en exil après la mort de Fëanor et la renonciation de Maedhros. Lorsqu'il meurt, lors de la Dagor Bragollach, son fils aîné lui succède. Fingon meurt à son tour lors des Nírnaeth Arnoediad, et son frère cadet lui succède jusqu'à la chute de sa cité cachée, Gondolin, durant laquelle il trouve la mort. Aredhel, qui a longtemps vécu à Gondolin auprès de Turgon, est déjà morte depuis longtemps au moment du sac de la ville, tuée accidentellement par son époux Eöl.
Dans le texte tardif The Shibboleth of Fëanor, Tolkien mentionne un quatrième fils de Fingolfin : Arakáno ou Argon, tué lors de la première escarmouche entre les Noldor de Fingolfin et les Orques, dans la région de Lammoth.

## Les enfants de Finarfin
Finarfin épouse en 1280 A. A. Eärwen d'Alqualondë, fille du roi des Teleri Olwë. Leurs enfants présentent la chevelure blonde de leur père, héritée d'Indis :
- Finrod, appelé aussi Felagund, en bons termes avec les enfants de Fingolfin (notamment Turgon) comme avec les fils de Fëanor (notamment Celegorm et Curufin) ;
- Angrod ;
- Aegnor ;
- Orodreth, héritier de Finrod à Nargothrond ;
- et Galadriel, à la chevelure remarquable et particulièrement antipathique à l'égard de Fëanor[16].

Lors de l'Exil des Noldor, Finarfin choisit de rebrousser chemin et rentre en Valinor : il devient alors le Haut Roi des quelques Noldor qui ont refusé de partir (un sur dix). Aucun de ses enfants ne le suit, et tous vont mourir au Beleriand hormis Galadriel : Finrod est tué en sauvant Beren Erchamion, les frères Angrod et Aegnor sont tués ensemble lors de la Dagor Bragollach, et Orodreth périt lors de la bataille qui précipite la chute de sa cité de Nargothrond. Galadriel retourne en Aman à la fin du Troisième Âge, en même temps que les Porteurs des Anneaux Elfiques et que les Porteurs de l'Anneau unique, Bilbon et Frodon Sacquet.
Orodreth resta longtemps le quatrième fils de Finarfin, mais Tolkien envisagea plusieurs autres possibilités, d'abord en faisant de lui le fils de Finrod, puis le fils d'Angrod et de sa femme Eldalótë (uniquement nommée dans The Shibboleth of Fëanor). Cela semble avoir été sa dernière opinion à ce sujet, mais Christopher Tolkien préféra conserver l'ancienne forme de la généalogie dans Le Silmarillion.

## Petits-enfants et descendants de Finwë

### De Fëanor
Des sept fils de Fëanor, seul Curufin a eu une descendance : un fils, le forgeron Celebrimbor, seigneur d'Eregion et auteur des Anneaux de Pouvoir. À sa mort aux mains de Sauron (1697 S. Â.), la lignée de Fëanor s'éteint (mais on ignore le sort exact de Maglor).
Une note concernant l'origine de Celebrimbor indique que parmi les fils de Fëanor, Maglor, Caranthir et Curufin sont mariés, et que la femme de ce dernier ne suit pas son mari en exil. Les quatre autres n'ont pas d'épouse.

### De Fingolfin
Parmi les enfants de Fingolfin, Fingon a un fils, Gil-galad ; Turgon une fille, Idril Celebrindal, de son épouse Elenwë, morte dans les glaces de l'Helcaraxë ; et Aredhel, qui épouse en Beleriand Eöl, l'Elfe Noir, lui donne un fils, Maeglin.
Le sort d'Idril, qui épouse l'humain Tuor, est incertain : tous deux partent en bateau vers Aman sans que l'on sache s'ils atteignent leur destination. Maeglin meurt, tué par Tuor, durant la chute de Gondolin, qu'il a trahie à Morgoth dans l'espoir de gagner la main d'Idril. Gil-galad, quant à lui, survit tout au long du Second Âge dans son royaume du Lindon, et finit tué par Sauron lors de la guerre de la Dernière Alliance.
L'ascendance de Gil-galad fut l'objet de nombreuses hésitations de la part de Tolkien : tout d'abord fils de Finrod, il envisagea brièvement d'en faire le fils de Fingon (version retenue par Christopher Tolkien dans Le Silmarillion), puis choisit finalement d'en faire le fils d'Orodreth, lui-même devenu le fils d'Angrod, et donc de le transférer de la lignée de Fingolfin à celle de Finarfin.

### De Finarfin
Parmi les enfants de Finarfin, Finrod n'a pas d'enfants, ayant abandonné sa bien-aimée Amárië des Vanyar en partant en exil, et Angrod et Aegnor n'ont pas d'enfants non plus. Orodreth a une fille, Finduilas, et Galadriel, qui épouse Celeborn, a elle aussi une fille, Celebrían.
Le dialogue philosophique Athrabeth Finrod ah Andreth explique pourquoi Aegnor n'a pas d'enfants : il est tombé amoureux d'Andreth, une femme des Edain, qu'il n'a pas souhaité épouser à une époque où la guerre contre Morgoth fait rage. Quant à Angrod, le texte tardif The Shibboleth of Fëanor fait de lui le père d'Orodreth, une idée qui n'est pas répercutée dans Le Silmarillion tel que publié par Christopher Tolkien.

### Autres descendants
Du mariage d'Idril et de Tuor est issu Eärendil, qui épouse Elwing, la petite-fille de Beren et Lúthien. Ils ont deux fils, des jumeaux, Elros et Elrond. Lorsque les Valar décrètent que les Semi-Elfes doivent choisir entre les races de leurs ancêtres, Elros choisit d'appartenir aux Hommes et devient le premier roi de Númenor ; il est l'ancêtre de tous les rois de l'île, puis des rois des Royaumes en Exil, Arnor et Gondor. Elrond choisit d'appartenir aux Elfes et épouse la fille de Celeborn et Galadriel, Celebrían, dont il a trois enfants : les jumeaux Elladan et Elrohir et Arwen Undómiel.
Les lignées d'Elros et Elrond et, au-delà, de tous les Semi-Elfes sont réunies à la fin du Troisième Âge, lorsque Arwen épouse Aragorn, lointain descendant d'Elros. Leur fils Eldarion succède à son père à la tête du royaume réunifié d'Arnor et de Gondor à sa mort.

## Hauts Rois des Ñoldor
Le Haut Roi des Ñoldor est le roi considéré comme le seigneur absolu de tous les Ñoldor, bien qu'ils aient aussi quelques rois mineurs, propres à chaque lignée ou région. Ce titre est hérité de Finwë, le premier seigneur de ce clan des elfes.
Lorsqu'une partie des Ñoldor s'exile en Terre du Milieu à la suite de Fëanor, le titre de Haut Roi se scinde en deux, entre les Ñoldor fidèles aux Valar (ceux qui restent en Aman) et ceux qui partent. Ces derniers fondent divers royaumes mineurs au Beleriand, compatibles avec le titre supérieur de Haut Roi, qu'un seul d'entre eux porte.

### En Aman
1. Finwë Nölome (1050-1495 A. A.) : grand roi depuis le départ des Elfes de Cuiviénen jusqu'à sa mort, assassiné par Morgoth à Formenos, la forteresse de Fëanor en Valinor.
2. Finarfin (à partir de 1495 A. A.) : après la mort de Finwë, une partie des Ñoldor restent en Valinor, et Finarfin, seul fils de Finwë à n'être pas parti, devient leur seigneur.

### En Terre du Milieu
1. Fëanor (1495-1498 A. A.) : Fëanor est reconnu comme chef moral des Ñoldor exilés et, en tant que fils aîné de Finwë, il obtient le titre de Haut Roi. Son règne est bref : il est tué peu après son retour en Terre du Milieu par Gothmog, seigneur des Balrogs. Après la mort de Fëanor, son fils aîné Maedhros renonce au titre de Haut Roi en faveur de son oncle Fingolfin.
2. Fingolfin (7-456 P. Â.) : il règne jusqu'à ce que Morgoth le tue en combat singulier, après la Dagor Bragollach.
3. Fingon (456-472 P. Â.) : fils aîné de Fingolfin, il règne pendant seize années de guerre continue, entre la Dagor Bragollach et les Nírnaeth Arnoediad, durant laquelle il perd la vie, tué par Gothmog.
4. Turgon (472-510 P. Â.) : fils de Fingolfin et frère de Fingon. Après la mort de son frère, il n'a de Haut Roi que le titre, étant donné que l'emplacement de sa cité cachée, Gondolin, est inconnu de tous. Il meurt lors de la chute de la ville.
5. Gil-galad (510 P. Â. – 3441 S. Â.) : neveu de Turgon et fils de Fingon. Après la mort de Turgon, Gil-galad, fils de Fingon (ou fils d'Orodreth dans d'autres versions de l'histoire), gouverna les Ñoldor comme le dernier des Grands Rois en Terre du Milieu. Il fut celui eut le plus long règne en tant que Grand Roi, plus de 3450 années à la tête des Ñoldor. Il resta en Terre du Milieu et fonda le royaume de Lindon, entre les Montagnes Bleues et la grande mer Belegaer. Il fut assassiné par Sauron à Barad-dûr, à la fin du Second Âge.

### Absence de Grand Roi après le Deuxième Âge
D'autres spéculent que, bien que la succession de Grand Roi se fasse uniquement par les hommes, au moment de la mort de Gil-galad il ne restait plus aucun Ñoldor mâle descendant de Finwë (considérant Elrond comme un semi-elfe, malgré son sang Ñoldorin), et que par conséquent le trône revenait à l'unique Noldo survivante descendant directement de Finwë : Galadriel, qui ne réclama jamais ce possible héritage.

## Blason de la Maison de Finwë
Le blason de la Maison de Finwë reprend le thème du blason personnel de Finwë. Il s'agit d'un soleil ailé rouge et or sur un fond carré bleu. Ces couleurs se retrouvent d'ailleurs dans les blasons personnels de Fëanor, Fingolfin et Finarfin. Seize pointes touchent les bords du carré, indiquant le titre de Grand Roi des Noldor. À la mort de Finwë, le blason passa à son fils Fingolfin, puis à Fingon et à Turgon[source insuffisante].

## Généalogie
| (1) Míriel  | (1) Míriel  | (1) Míriel  | (1) Míriel  | (1) Míriel  | (1) Míriel  |      |      |         |         |          |          |          |          |          |          |                         |          |          |          | Finwë1   | Finwë1   | Finwë1  | Finwë1  | Finwë1           | Finwë1           |                  |                  |                  |                  |         |         |        |        |            |            |            |            | Indis (2)  | Indis (2)  | Indis (2) | Indis (2) | Indis (2) | Indis (2) |           |           |                    |                    |                    |                    |                    |                    |           |           |           |           |           |           |           |           |           |           |  |  |  |  |  |  |  |  |  |  |  |  |  |  |
| (1) Míriel  | (1) Míriel  | (1) Míriel  | (1) Míriel  | (1) Míriel  | (1) Míriel  |      |      |         |         |          |          |          |          |          |          |                         |          |          |          | Finwë1   | Finwë1   | Finwë1  | Finwë1  | Finwë1           | Finwë1           |                  |                  |                  |                  |         |         |        |        |            |            |            |            | Indis (2)  | Indis (2)  | Indis (2) | Indis (2) | Indis (2) | Indis (2) |           |           |                    |                    |                    |                    |                    |                    |           |           |           |           |           |           |           |           |           |           |  |  |  |  |  |  |  |  |  |  |  |  |  |  |
|             |             |             |             |             |             |      |      |         |         |          |          |          |          |          |          |                         |          |          |          |          |          |         |         |                  |                  |                  |                  |                  |                  |         |         |        |        |            |            |            |            |            |            |           |           |           |           |           |           |                    |                    |                    |                    |                    |                    |           |           |           |           |           |           |           |           |           |           |  |  |  |  |  |  |  |  |  |  |  |  |  |  |
|             |             |             |             |             |             |      |      |         |         |          |          |          |          |          |          |                         |          |          |          |          |          |         |         |                  |                  |                  |                  |                  |                  |         |         |        |        |            |            |            |            |            |            |           |           |           |           |           |           |                    |                    |                    |                    |                    |                    |           |           |           |           |           |           |           |           |           |           |  |  |  |  |  |  |  |  |  |  |  |  |  |  |
| Nerdanel    | Nerdanel    | Nerdanel    | Nerdanel    | Nerdanel    | Nerdanel    |      |      | Fëanor2 | Fëanor2 | Fëanor2  | Fëanor2  | Fëanor2  | Fëanor2  |          |          | Findis                  | Findis   | Findis   | Findis   | Findis   | Findis   |         |         | Fingolfin3       | Fingolfin3       | Fingolfin3       | Fingolfin3       | Fingolfin3       | Fingolfin3       |         |         | Anairë | Anairë | Anairë     | Anairë     | Anairë     | Anairë     |            |            | Irimë     | Irimë     | Irimë     | Irimë     | Irimë     | Irimë     |                    |                    | Finarfin           | Finarfin           | Finarfin           | Finarfin           | Finarfin  | Finarfin  |           |           | Eärwen    | Eärwen    | Eärwen    | Eärwen    | Eärwen    | Eärwen    |  |  |  |  |  |  |  |  |  |  |  |  |  |  |
| Nerdanel    | Nerdanel    | Nerdanel    | Nerdanel    | Nerdanel    | Nerdanel    |      |      | Fëanor2 | Fëanor2 | Fëanor2  | Fëanor2  | Fëanor2  | Fëanor2  |          |          | Findis                  | Findis   | Findis   | Findis   | Findis   | Findis   |         |         | Fingolfin3       | Fingolfin3       | Fingolfin3       | Fingolfin3       | Fingolfin3       | Fingolfin3       |         |         | Anairë | Anairë | Anairë     | Anairë     | Anairë     | Anairë     |            |            | Irimë     | Irimë     | Irimë     | Irimë     | Irimë     | Irimë     |                    |                    | Finarfin           | Finarfin           | Finarfin           | Finarfin           | Finarfin  | Finarfin  |           |           | Eärwen    | Eärwen    | Eärwen    | Eärwen    | Eärwen    | Eärwen    |  |  |  |  |  |  |  |  |  |  |  |  |  |  |
|             |             |             |             |             |             |      |      |         |         |          |          |          |          |          |          |                         |          |          |          |          |          |         |         |                  |                  |                  |                  |                  |                  |         |         |        |        |            |            |            |            |            |            |           |           |           |           |           |           |                    |                    |                    |                    |                    |                    |           |           |           |           |           |           |           |           |           |           |  |  |  |  |  |  |  |  |  |  |  |  |  |  |
|             |             |             |             |             |             |      |      |         |         |          |          |          |          |          |          |                         |          |          |          |          |          |         |         |                  |                  |                  |                  |                  |                  |         |         |        |        |            |            |            |            |            |            |           |           |           |           |           |           |                    |                    |                    |                    |                    |                    |           |           |           |           |           |           |           |           |           |           |  |  |  |  |  |  |  |  |  |  |  |  |  |  |
| Sept fils   | Sept fils   | Sept fils   | Sept fils   | Sept fils   | Sept fils   |      |      |         |         | Turgon5  | Turgon5  | Turgon5  | Turgon5  | Turgon5  | Turgon5  |                         |          | Elenwë   | Elenwë   | Elenwë   | Elenwë   | Elenwë  | Elenwë  |                  |                  | Argon            | Argon            | Argon            | Argon            | Argon   | Argon   |        |        | Finrod     | Finrod     | Finrod     | Finrod     | Finrod     | Finrod     |           |           | Angrod    | Angrod    | Angrod    | Angrod    | Angrod             | Angrod             |                    |                    | Aegnor             | Aegnor             | Aegnor    | Aegnor    | Aegnor    | Aegnor    |           |           |           |           |           |           |  |  |  |  |  |  |  |  |  |  |  |  |  |  |
| Sept fils   | Sept fils   | Sept fils   | Sept fils   | Sept fils   | Sept fils   |      |      |         |         | Turgon5  | Turgon5  | Turgon5  | Turgon5  | Turgon5  | Turgon5  |                         |          | Elenwë   | Elenwë   | Elenwë   | Elenwë   | Elenwë  | Elenwë  |                  |                  | Argon            | Argon            | Argon            | Argon            | Argon   | Argon   |        |        | Finrod     | Finrod     | Finrod     | Finrod     | Finrod     | Finrod     |           |           | Angrod    | Angrod    | Angrod    | Angrod    | Angrod             | Angrod             |                    |                    | Aegnor             | Aegnor             | Aegnor    | Aegnor    | Aegnor    | Aegnor    |           |           |           |           |           |           |  |  |  |  |  |  |  |  |  |  |  |  |  |  |
|             |             |             |             |             |             |      |      |         |         |          |          |          |          |          |          |                         |          |          |          |          |          |         |         |                  |                  |                  |                  |                  |                  |         |         |        |        |            |            |            |            |            |            |           |           |           |           |           |           |                    |                    |                    |                    |                    |                    |           |           |           |           |           |           |           |           |           |           |  |  |  |  |  |  |  |  |  |  |  |  |  |  |
|             |             |             |             |             |             |      |      |         |         |          |          |          |          |          |          |                         |          |          |          |          |          |         |         |                  |                  |                  |                  |                  |                  |         |         |        |        |            |            |            |            |            |            |           |           |           |           |           |           |                    |                    |                    |                    |                    |                    |           |           |           |           |           |           |           |           |           |           |  |  |  |  |  |  |  |  |  |  |  |  |  |  |
| Celebrimbor | Celebrimbor | Celebrimbor | Celebrimbor | Celebrimbor | Celebrimbor |      |      | Fingon4 | Fingon4 | Fingon4  | Fingon4  | Fingon4  | Fingon4  |          |          |                         |          |          |          |          |          | Aredhel | Aredhel | Aredhel          | Aredhel          | Aredhel          | Aredhel          |                  |                  | Eöl     | Eöl     | Eöl    | Eöl    | Eöl        | Eöl        |            |            |            |            | Orodreth  | Orodreth  | Orodreth  | Orodreth  | Orodreth  | Orodreth  |                    |                    | Celeborn           | Celeborn           | Celeborn           | Celeborn           | Celeborn  | Celeborn  |           |           | Galadriel | Galadriel | Galadriel | Galadriel | Galadriel | Galadriel |  |  |  |  |  |  |  |  |  |  |  |  |  |  |
| Celebrimbor | Celebrimbor | Celebrimbor | Celebrimbor | Celebrimbor | Celebrimbor |      |      | Fingon4 | Fingon4 | Fingon4  | Fingon4  | Fingon4  | Fingon4  |          |          |                         |          |          |          |          |          | Aredhel | Aredhel | Aredhel          | Aredhel          | Aredhel          | Aredhel          |                  |                  | Eöl     | Eöl     | Eöl    | Eöl    | Eöl        | Eöl        |            |            |            |            | Orodreth  | Orodreth  | Orodreth  | Orodreth  | Orodreth  | Orodreth  |                    |                    | Celeborn           | Celeborn           | Celeborn           | Celeborn           | Celeborn  | Celeborn  |           |           | Galadriel | Galadriel | Galadriel | Galadriel | Galadriel | Galadriel |  |  |  |  |  |  |  |  |  |  |  |  |  |  |
|             |             |             |             |             |             |      |      |         |         |          |          |          |          |          |          |                         |          |          |          |          |          |         |         |                  |                  |                  |                  |                  |                  |         |         |        |        |            |            |            |            |            |            |           |           |           |           |           |           |                    |                    |                    |                    |                    |                    |           |           |           |           |           |           |           |           |           |           |  |  |  |  |  |  |  |  |  |  |  |  |  |  |
|             |             |             |             |             |             |      |      |         |         |          |          |          |          |          |          |                         |          |          |          |          |          |         |         |                  |                  |                  |                  |                  |                  |         |         |        |        |            |            |            |            |            |            |           |           |           |           |           |           |                    |                    |                    |                    |                    |                    |           |           |           |           |           |           |           |           |           |           |  |  |  |  |  |  |  |  |  |  |  |  |  |  |
|             |             |             |             |             |             | Tuor | Tuor | Tuor    | Tuor    | Tuor     | Tuor     |          |          | Idril    | Idril    | Idril                   | Idril    | Idril    | Idril    |          |          |         |         |                  |                  | Maeglin          | Maeglin          | Maeglin          | Maeglin          | Maeglin | Maeglin |        |        | Gil-galad6 | Gil-galad6 | Gil-galad6 | Gil-galad6 | Gil-galad6 | Gil-galad6 |           |           |           |           | Finduilas | Finduilas | Finduilas          | Finduilas          | Finduilas          | Finduilas          |                    |                    |           |           |           |           |           |           |           |           |           |           |  |  |  |  |  |  |  |  |  |  |  |  |  |  |
|             |             |             |             |             |             | Tuor | Tuor | Tuor    | Tuor    | Tuor     | Tuor     |          |          | Idril    | Idril    | Idril                   | Idril    | Idril    | Idril    |          |          |         |         |                  |                  | Maeglin          | Maeglin          | Maeglin          | Maeglin          | Maeglin | Maeglin |        |        | Gil-galad6 | Gil-galad6 | Gil-galad6 | Gil-galad6 | Gil-galad6 | Gil-galad6 |           |           |           |           | Finduilas | Finduilas | Finduilas          | Finduilas          | Finduilas          | Finduilas          |                    |                    |           |           |           |           |           |           |           |           |           |           |  |  |  |  |  |  |  |  |  |  |  |  |  |  |
|             |             |             |             |             |             |      |      |         |         |          |          |          |          |          |          |                         |          |          |          |          |          |         |         |                  |                  |                  |                  |                  |                  |         |         |        |        |            |            |            |            |            |            |           |           |           |           |           |           |                    |                    |                    |                    |                    |                    |           |           |           |           |           |           |           |           |           |           |  |  |  |  |  |  |  |  |  |  |  |  |  |  |
|             |             |             |             |             |             |      |      |         |         | Eärendil | Eärendil | Eärendil | Eärendil | Eärendil | Eärendil |                         |          | Elwing   | Elwing   | Elwing   | Elwing   | Elwing  | Elwing  |                  |                  |                  |                  |                  |                  |         |         |        |        |            |            |            |            |            |            |           |           |           |           |           |           |                    |                    |                    |                    |                    |                    |           |           |           |           |           |           |           |           |           |           |  |  |  |  |  |  |  |  |  |  |  |  |  |  |
|             |             |             |             |             |             |      |      |         |         | Eärendil | Eärendil | Eärendil | Eärendil | Eärendil | Eärendil |                         |          | Elwing   | Elwing   | Elwing   | Elwing   | Elwing  | Elwing  |                  |                  |                  |                  |                  |                  |         |         |        |        |            |            |            |            |            |            |           |           |           |           |           |           |                    |                    |                    |                    |                    |                    |           |           |           |           |           |           |           |           |           |           |  |  |  |  |  |  |  |  |  |  |  |  |  |  |
|             |             |             |             |             |             |      |      |         |         |          |          |          |          |          |          |                         |          |          |          |          |          |         |         |                  |                  |                  |                  |                  |                  |         |         |        |        |            |            |            |            |            |            |           |           |           |           |           |           |                    |                    |                    |                    |                    |                    |           |           |           |           |           |           |           |           |           |           |  |  |  |  |  |  |  |  |  |  |  |  |  |  |
|             |             |             |             |             |             |      |      |         |         |          |          |          |          |          |          |                         |          |          |          |          |          |         |         |                  |                  |                  |                  |                  |                  |         |         |        |        |            |            |            |            |            |            |           |           |           |           |           |           |                    |                    |                    |                    |                    |                    |           |           |           |           |           |           |           |           |           |           |  |  |  |  |  |  |  |  |  |  |  |  |  |  |
|             |             |             |             |             |             |      |      | Elros   | Elros   | Elros    | Elros    | Elros    | Elros    |          |          |                         |          |          |          |          |          |         |         |                  |                  |                  |                  |                  |                  | Elrond  | Elrond  | Elrond | Elrond | Elrond     | Elrond     |            |            |            |            |           |           |           |           |           |           |                    |                    |                    |                    |                    |                    | Celebrian | Celebrian | Celebrian | Celebrian | Celebrian | Celebrian |           |           |           |           |  |  |  |  |  |  |  |  |  |  |  |  |  |  |
|             |             |             |             |             |             |      |      | Elros   | Elros   | Elros    | Elros    | Elros    | Elros    |          |          |                         |          |          |          |          |          |         |         |                  |                  |                  |                  |                  |                  | Elrond  | Elrond  | Elrond | Elrond | Elrond     | Elrond     |            |            |            |            |           |           |           |           |           |           |                    |                    |                    |                    |                    |                    | Celebrian | Celebrian | Celebrian | Celebrian | Celebrian | Celebrian |           |           |           |           |  |  |  |  |  |  |  |  |  |  |  |  |  |  |
|             |             |             |             |             |             |      |      |         |         |          |          |          |          |          |          |                         |          |          |          |          |          |         |         |                  |                  |                  |                  |                  |                  |         |         |        |        |            |            |            |            |            |            |           |           |           |           |           |           |                    |                    |                    |                    |                    |                    |           |           |           |           |           |           |           |           |           |           |  |  |  |  |  |  |  |  |  |  |  |  |  |  |
|             |             |             |             |             |             |      |      |         |         |          |          |          |          |          |          |                         |          |          |          |          |          |         |         |                  |                  |                  |                  |                  |                  |         |         |        |        |            |            |            |            |            |            |           |           |           |           |           |           |                    |                    |                    |                    |                    |                    |           |           |           |           |           |           |           |           |           |           |  |  |  |  |  |  |  |  |  |  |  |  |  |  |
|             |             |             |             |             |             |      |      | Aragorn | Aragorn | Aragorn  | Aragorn  | Aragorn  | Aragorn  |          |          |                         |          |          |          |          |          |         |         |                  |                  |                  |                  |                  |                  |         |         | Arwen  | Arwen  | Arwen      | Arwen      | Arwen      | Arwen      |            |            |           |           |           |           |           |           | Elladan et Elrohir | Elladan et Elrohir | Elladan et Elrohir | Elladan et Elrohir | Elladan et Elrohir | Elladan et Elrohir |           |           |           |           |           |           |           |           |           |           |  |  |  |  |  |  |  |  |  |  |  |  |  |  |
|             |             |             |             |             |             |      |      | Aragorn | Aragorn | Aragorn  | Aragorn  | Aragorn  | Aragorn  |          |          |                         |          |          |          |          |          |         |         |                  |                  |                  |                  |                  |                  |         |         | Arwen  | Arwen  | Arwen      | Arwen      | Arwen      | Arwen      |            |            |           |           |           |           |           |           | Elladan et Elrohir | Elladan et Elrohir | Elladan et Elrohir | Elladan et Elrohir | Elladan et Elrohir | Elladan et Elrohir |           |           |           |           |           |           |           |           |           |           |  |  |  |  |  |  |  |  |  |  |  |  |  |  |
|             |             |             |             |             |             |      |      |         |         |          |          |          |          |          |          |                         |          |          |          |          |          |         |         |                  |                  |                  |                  |                  |                  |         |         |        |        |            |            |            |            |            |            |           |           |           |           |           |           |                    |                    |                    |                    |                    |                    |           |           |           |           |           |           |           |           |           |           |  |  |  |  |  |  |  |  |  |  |  |  |  |  |
|             |             |             |             |             |             |      |      |         |         |          |          |          |          |          |          |                         |          |          |          |          |          |         |         |                  |                  |                  |                  |                  |                  |         |         |        |        |            |            |            |            |            |            |           |           |           |           |           |           |                    |                    |                    |                    |                    |                    |           |           |           |           |           |           |           |           |           |           |  |  |  |  |  |  |  |  |  |  |  |  |  |  |
|             |             |             |             |             |             |      |      |         |         |          |          |          |          |          |          | Eldarion                | Eldarion | Eldarion | Eldarion | Eldarion | Eldarion |         |         | Filles d'Elessar | Filles d'Elessar | Filles d'Elessar | Filles d'Elessar | Filles d'Elessar | Filles d'Elessar |         |         |        |        |            |            |            |            |            |            |           |           |           |           |           |           |                    |                    |                    |                    |                    |                    |           |           |           |           |           |           |           |           |           |           |  |  |  |  |  |  |  |  |  |  |  |  |  |  |
|             |             |             |             |             |             |      |      |         |         |          |          |          |          |          |          | Eldarion                | Eldarion | Eldarion | Eldarion | Eldarion | Eldarion |         |         | Filles d'Elessar | Filles d'Elessar | Filles d'Elessar | Filles d'Elessar | Filles d'Elessar | Filles d'Elessar |         |         |        |        |            |            |            |            |            |            |           |           |           |           |           |           |                    |                    |                    |                    |                    |                    |           |           |           |           |           |           |           |           |           |           |  |  |  |  |  |  |  |  |  |  |  |  |  |  |
|             |             |             |             |             |             |      |      |         |         |          |          |          |          |          |          | Roi du Royaume réunifié |          |          |          |          |          |         |         |                  |                  |                  |                  |                  |                  |         |         |        |        |            |            |            |            |            |            |           |           |           |           |           |           |                    |                    |                    |                    |                    |                    |           |           |           |           |           |           |           |           |           |           |  |  |  |  |  |  |  |  |  |  |  |  |  |  |